# Holotrichia convexifrons
Holotrichia convexifrons är en skalbaggsart som beskrevs av Moser 1909. Holotrichia convexifrons ingår i släktet Holotrichia och familjen Melolonthidae. Inga underarter finns listade i Catalogue of Life.